# Michael Deakin
Pour les articles homonymes, voir Deakin (homonymie).
Michael A. B. Deakin (1939-2014) est un mathématicien et vulgarisateur australien. Il est connu pour son travail d'écrivain et de rédacteur en chef du magazine mathématique Function, destiné aux élèves du secondaire, et en tant que biographe de la mathématicienne antique grecque Hypatie. Il remporte le prix B. H. Neumann de l'Australian Mathematics Trust en 2003 pour son « engagement riche et varié à l'enrichissement des mathématiques ».

## Formation et carrière
Deakin naît en août 1939. Il grandit en Tasmanie, et s'installe à Melbourne à la fin de ses études secondaires, en prenant un deuxième cursus pour étudier le Latin au St Patrick's College, à Melbourne Est avant d'entrer à l'Université de Melbourne en 1957. Il réussit son bachelor à Melbourne en 1961. Il reçoit ensuite un diplôme de master en 1963, avec une thèse sur les équations intégrales sous la supervision de Russell Love.
Deakin part à l'Université de Chicago en 1963, pour approfondir ses études supérieures, et obtient son doctorat en 1966. Il devient maître de conférences à l'Université Monash à Melbourne, en 1967, puis, en 1970, au département de mathématiques de l'Institut supérieur de l'enseignement technique de l'Université de technologie de Papouasie-Nouvelle-Guinée. Il retourne à Monash en tant que senior lecteur en 1973. Il obtient une maîtrise en éducation, en 1975, de l'Université d'Exeter, et reste à Monash pour le reste de sa carrière.
Il est décédé le 5 août 2014,.

## Function
En 1976, un groupe de mathématiciens de l'Université Monash dirigé par Gordon Preston reconnaît la nécessité d'un journal « axé sur les mathématiques comme les mathématiciens eux-mêmes le reconnaissent, mais s'adressant à des élèves du secondaire ». Un objectif secondaire, mais explicite, était d'encourager les jeunes femmes dans les mathématiques, étant donné qu'à l'époque leur sous-représentation était déjà reconnue. Plus tard, autour d'une bière avec des amis venant d'autres disciplines, Deakin trouve le nom pour la nouvelle revue, Function. Le journal est publié de 1977 à 2004, et Deakin est l'un des membres fondateurs de son comité de rédaction, son plus fréquent contributeur, et, pour une grande partie de son existence, son rédacteur en chef.

## Hypatie
Deakin publie le premier de plusieurs de ses articles sur Hypatie en 1992 dans le magazine Function.
En 2007, paraît son livre Hypatia of Alexandria: Mathematician and Martyr (Prometheus Books),,. Destiné au grand public, son ouvrage est « au moins en partie, une réponse au livre de Maria Dzielska, Hypatie d'Alexandrie », qui portait sur l'héritage historique et littéraire d'Hypatie au détriment de ses mathématiques, et que Deakin avait déjà recensé pour The American Mathematical Monthly. Dans son livre, Deakin organise le travail d'autres chercheurs sur les mathématiques d'Hypatie, en particulier en s'appuyant sur les travaux antérieurs de Wilbur Knorr, plutôt que de formuler de nouvelles théories sur cet aspect d'Hypatie,.
Il soutient que, contrairement à certains autres néoplatoniciens de son temps, Hypatie n'était pas opposée au christianisme, et que la foule de chrétiens qui l'a tuée avait probablement mal compris sa position philosophique.
Cependant, son livre a été critiqué pour le traitement d'Hypatie plus comme une vision idéalisée d'une icône ou d'une caricature de mathématicienne, que comme une personne réaliste de son temps.

## Publications
- (en) Michael A. B. Deakin, Hypatia and Her Mathematics. The American Mathematical Monthly, Vol. 101, No. 3. (Mar., 1994), p. 234-243. En ligne.
- (en) Michael Deakin, « Ockham's Razor: Hypatia of Alexandria », ABC Radio, 1997
- M. A. B. Deakin, « Hypatia of Alexandria », Function, Melbourne, Australia, Monash University Mathematics Department, vol. 16, no 1,‎ 1992, p. 17–22 (lire en ligne)
- Michael A. B. Deakin, Hypatia of Alexandria : Mathematician and Martyr, Amherst, New York, Prometheus Books, 2007, 231 p. (ISBN 978-1-59102-520-7, lire en ligne)
- Michael Deakin, « Hypatia », sur Encyclopædia Britannica, 2012